# Алханай
Алханай (рос. Алханай) — село у складі Дульдургинського району Забайкальського краю, Росія. Адміністративний центр Алханайського сільського поселення.

## Населення
Населення — 1140 осіб (2010; 1101 у 2002).
Національний склад (станом на 2002 рік):
- буряти — 94 % росіяни— 6%